# Bo Ollander
Bo Lennart Ollander (* 25. Juli 1943 in Strömsund; † 9. März 1973 in Solna) war ein schwedischer Eisschnellläufer.
Ollander, der für den IFK Strömsund startete, nahm nur in der Saison 1963/64 an internationalen Wettbewerben teil. Dabei belegte er bei den Olympischen Winterspielen 1964 in Innsbruck den 28. Platz über 1500 m und den 27. Rang über 500 m. Seine beste Platzierung bei schwedischen Meisterschaften erreichte er im Jahr 1963 mit dem 32. Platz im Großen Vierkampf.

## Persönliche Bestzeiten
| Disziplin | Zeit       | Datum           | Ort          |
| --------- | ---------- | --------------- | ------------ |
| 500 m     | 40,9 s     | 23. Januar 1964 | Davos        |
| 1000 m    | 1:26,5 min | 2. Januar 1964  | Östersund    |
| 1500 m    | 2:10,6 min | 23. Januar 1964 | Davos        |
| 3000 m    | 4:55,8 min | 5. März 1963    | Strömsund    |
| 5000 m    | 8:50,4 min | 23. Januar 1963 | Lappeenranta |